# STS-33
STS-33は、アメリカ航空宇宙局のスペースシャトルのミッションであり、ディスカバリーがアメリカ国防総省のペイロードを放出した。STS-33は合計32回目のスペースシャトルのミッションであり、ディスカバリーの飛行は9回目、国防総省の支援で行われたミッションとしては5回目である。ミッションの性質から、詳細は機密となっている。ディスカバリーは1989年11月22日午後7時23分(EST)にケネディ宇宙センター第39発射施設Aから打ち上げられ、11月28日にエドワーズ空軍基地に着陸した。

## 乗組員
- 船長 - フレデリック・グレゴリー (2)
- 操縦手 - ジョン・ブラハ (2)
- ミッションスペシャリスト1 - ソニー・カーター (1)
- ミッションスペシャリスト2 - ストーリー・マスグレーブ（英語版） (3)
- ミッションスペシャリスト3 - キャスリン・C・ソーントン (1)

## ミッションの背景
STS-33という名称は、チャレンジャー号爆発事故を起こしたミッションであるSTS-51-Lの当初の名称であった。チャレンジャー号爆発事故後、NASAは、スペースシャトルの26回目の飛行で、チャレンジャー号爆発事故後初のミッションであったSTS-26以降のミッションの番号を再利用した。
STS-51-Dにも搭乗したデヴィッド・グリッグスがこのミッションの操縦手を務めることとなっていたが、1989年に航空機を用いて操縦手の訓練を行っていた際の事故で死亡し、青地の上の1つの金色の星が描かれたミッションの徽章において追悼された。彼の代わりはジョン・ブラハが務めた。また、このミッションでミッションスペシャリストを務めたソニー・カーターは、STS-42の飛行訓練中であった1991年4月5日に商業機の事故によって死亡した。

## ミッションハイライト
STS-33は、当初11月20日に打ち上げられる予定であったが、固体ロケットブースターの点火と分離を制御する統合電子回路の問題によって延期された。STS-33は、スペースシャトル計画において3度目の夜間の打上げとなり、また1986年のチャレンジャー号爆発事故後、1988年にスペースシャトルの打上げが再開してからは初めてであった。
ミッションの間、ディスカバリーはUSA-48衛星を放出した。専門家は、1985年のSTS-51-Cと同様に、この衛星はシギントを行う秘密のマグナム衛星で、対地同期軌道を目指したと信じている。ABCニュースのジム・スレイドによると、この衛星は、ソビエト連邦、中華人民共和国その他の共産主義国から軍事及び外交情報を盗聴することを目的としていた。この衛星は、STS-51-Cで打ち上げられ、インド洋上空に留まるために必要な燃料の枯渇した衛星と置き換わるものであった。
Aviation Week誌は、シャトルは、当初赤道上空204km×519kmの軌道傾斜角28.45°の軌道に入り、その後軌道マヌーバシステムを3回燃焼させて、高度519kmの円軌道である最終的な軌道に入ったと報じた。
衛星は7周目で放出され、8周目で慣性上段ロケットのブースターを点火して対地同期軌道に到達した。スペースシャトルに積まれた慣性上段ロケットで打ち上げられた衛星は8つめ、そのうち放出に成功したのは7つめであった。
STS-33は、アメリカ空軍マウイ光学観測所の1.6m望遠鏡で、ハワイ上空を通過するのを5回観測された。Enhanced Longwave Spectral Imager (ELSI)によって得られたシャトルの分光及び赤外線画像は、スペースシャトルの姿勢制御システムから排出されたガスと軌道上の酸素と窒素の残骸との関係を研究するために撮影された。
着陸は、当初11月26日に予定されたが、着陸地点の強風のために1日延期された。ディスカバリーは、1989年11月20日午後7時30分(EST)に、5日間と6分間のミッションを終え、エドワーズ空軍基地に着陸した。

## ギャラリー

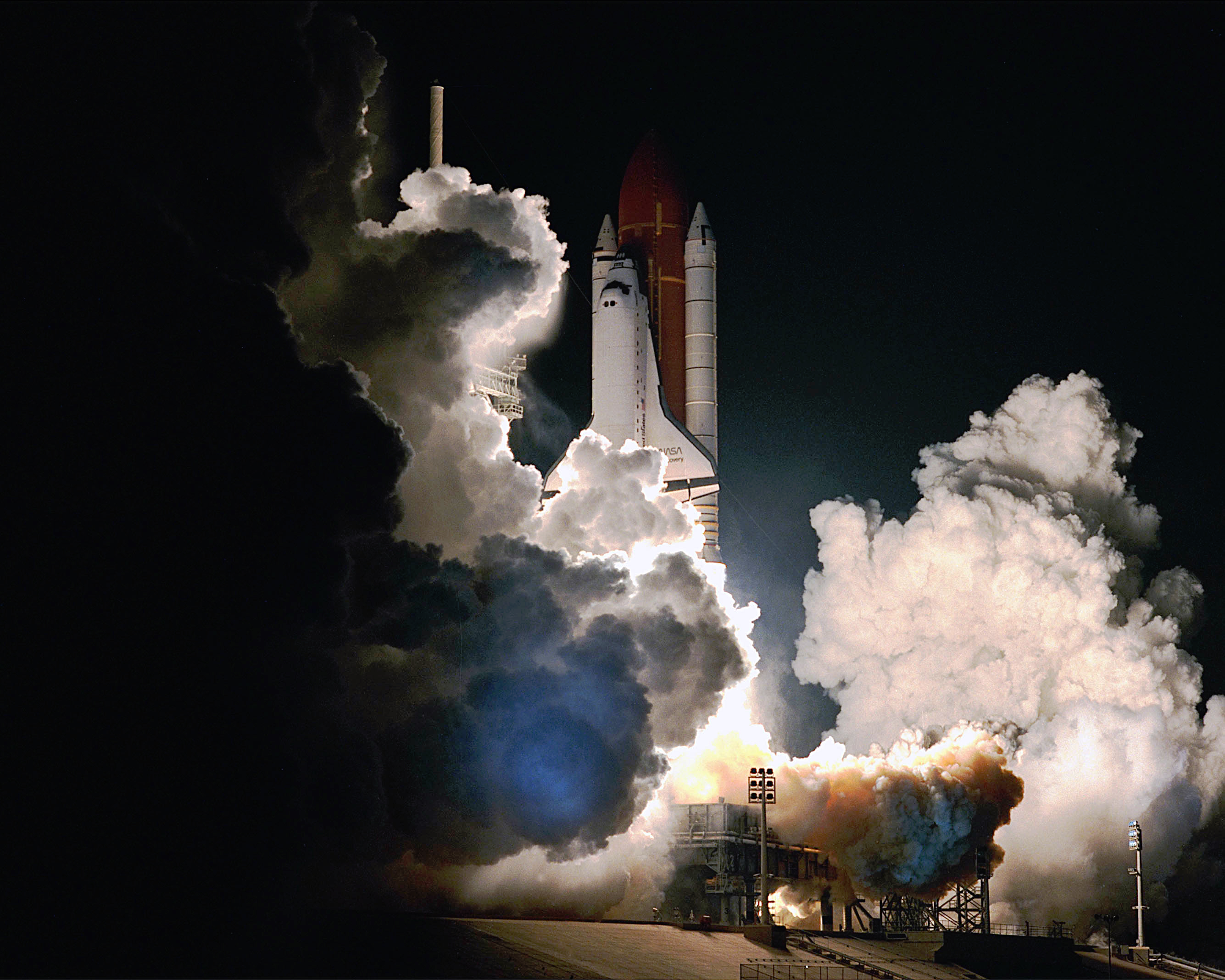
Launch of STS-33.
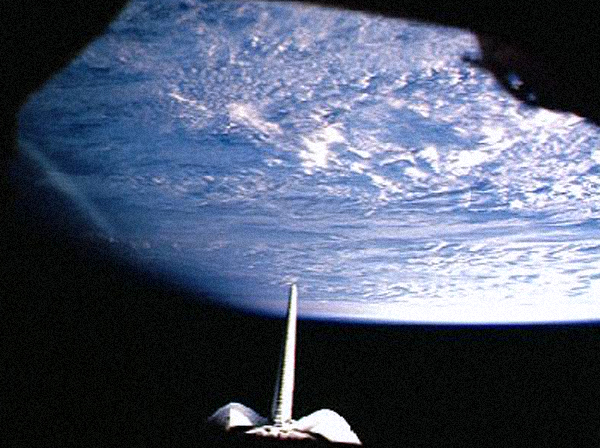
A view of Discovery's tail from STS-33.
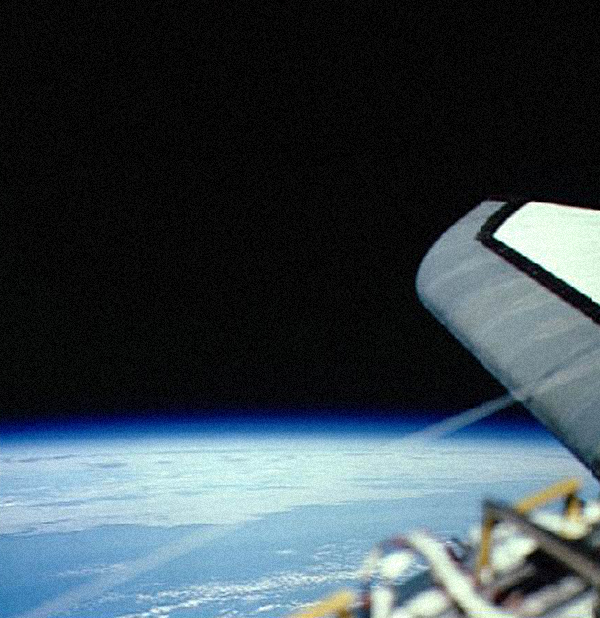
The shuttle's wing and Earth's horizon.
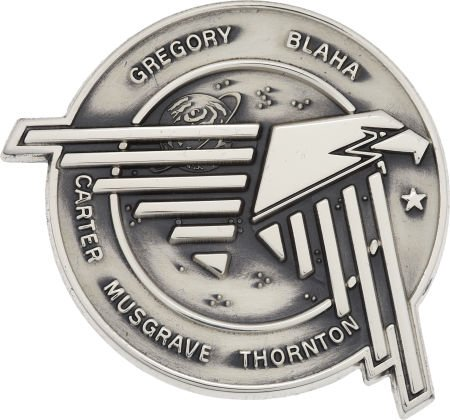
STS-33 Robbins Medallion.